# 单子卷柏
单子卷柏（学名：Selaginella monospora）为卷柏科卷柏属下的一个种。

## 扩展阅读
- 維基物種上的相關：单子卷柏